# East Garston
East Garston è un villaggio e parrocchia civile dell'Inghilterra, appartenente alla contea del Berkshire.